# Автошлях Р 35
Автошлях P 35 — автомобільний шлях регіонального значення на території України, довжиною 20,2 км, пролягає від Грушівки до Судака. Проходить через населені пункти: Перевалівка, Лісне, Дачне. Загальна довжина автомобільного шляху — 20,2 км.